# Ragnar Ericzon
Ragnar Ericzon (Suecia, 5 de junio de 1926-5 de marzo de 2010) fue un atleta sueco especializado en la prueba de lanzamiento de jabalina, en la que consiguió ser medallista de bronce europeo en 1950.

## Carrera deportiva
En el Campeonato Europeo de Atletismo de 1950 ganó la medalla de bronce en el lanzamiento de jabalina, alcanzando los 69.82 metros, tras el finlandés Toivo Hyytiäinen (oro con 71.26 m) y su paisano sueco Per-Arne Berglund (plata con 70.06 metros).